# Castelcucco
Castelcucco est une commune italienne de la province de Trévise dans la région Vénétie en Italie.

## Administration
| Période                                  | Période | Identité | Étiquette | Qualité |
| ---------------------------------------- | ------- | -------- | --------- | ------- |
|                                          |         |          |           |         |
| Les données manquantes sont à compléter. |         |          |           |         |

### Communes limitrophes
Asolo, Cavaso del Tomba, Monfumo, Paderno del Grappa, Possagno

## Jumelages
- Rohr in Niederbayern (Allemagne) depuis 2003